# ゴシキメキシコインコ
ゴシキメキシコインコ（Aratinga auricapilla）は、オウム目インコ科に分類される鳥類。

## 分布
- A. a. auricapilla　ゴシキメキシコインコ

ブラジル（バイーア州北部）固有亜種
- A. a. aurifrons　キビタイメキシコインコ

ブラジル（エスピリトサント州、サンパウロ州、バイーア州南部、パラナ州）固有亜種

## 形態
全長30cm。全身は緑色の羽毛で被われる。額は赤、頭頂で被われる。尾羽の色彩は黄緑色。翼下面にはオレンジがかった赤い帯模様が入る。風切羽の先端は濃青色。
眼の周囲が羽毛が無く、灰色の皮膚が露出する。虹彩は暗黄褐色。嘴の色彩は灰黒色。後肢の色彩は灰色。

## 分類
- Aratinga auricapilla auricapilla　(Kuhl, 1820)　ゴシキメキシコインコ
- Aratinga auricapilla aurifrons　　キビタイメキシコインコ

## 生態
標高2,180m以下にある常緑樹林、落葉樹林の林縁、サバンナ（セラード）内にある森林などに生息する。10-12羽からなる群れを形成し生活するが、40羽以上に達する大規模な群れを形成することもある。
食性は植物食で、果実、種子などを食べる。
繁殖形態は卵生。11-12月に繁殖すると考えられている。

## 人間との関係
オクラやトウモロコシなどを食害する害鳥とみなされることもある。
開発や採掘による生息地の破壊、害鳥としての駆除、ペット用の狩猟などにより生息数は激減している。サンタカタリーナ州やリオデジャネイロ州では絶滅した。